# Staurastrum dubium
Staurastrum dubium là một loài Song tinh tảo trong họ Desmidiaceae, thuộc chi Staurastrum.